# Strotheria
Strotheria es un género monotípico de plantas fanerógamas perteneciente a la familia de las asteráceas. Su única especie: Strotheria gypsophila, es originaria de México en el Estado de Nuevo León.

## Taxonomía
Strotheria gypsophila fue descrita por Billie Lee Turner y publicado en American Journal of Botany 59(2): 180–182, f. 1–6. 1972.
Sinonimia
- Graciela frankenioides Rzed.[3]